# Са, Гуштаву
Гушта́ву Фили́пе А́лвеш Фре́йташ Азеве́ду Са (порт. Gustavo Filipe Alves Freitas Azevedo Sá; родился 11 ноября 2004) — португальский футболист, полузащитник клуба «Фамаликан».

## Клубная карьера
Уроженец Повуа-ди-Варзина, Гуштаву выступал за футбольные академии «Порту» и «Фамаликана». В октябре 2021 года подписал свой первый профессиональный контракт. Летом 2022 года продлил контракт с «Фамаликаном» до 2025 года. 13 августа 2022 года дебютировал в основном составе «Фамаликана» в матче португальской Примейры против клуба «Спортинг Брага».

## Карьера в сборной
Выступал за сборные Португалии до 18, до 19, до 20 лет и до 21 года.